# Portret hrabiny de Casa Flores
Hrabina de Casa Flores – obraz olejny hiszpańskiego malarza Francisca Goi. Portret przedstawiający arystokratkę hrabinę de Casa Flores należy do zbiorów Museu de Arte de São Paulo.

## Okoliczności powstania
Lata 90. XVIII wieku były dla Goi okresem transformacji stylistycznej i intensywnej aktywności malarskiej. Obraz powstał ok. 1789–1792 roku, niedługo przed lub po ataku ciężkiej choroby, w wyniku której Goya prawie rok walczył ze śmiercią, paraliżem i ślepotą. Doszedł do zdrowia tylko częściowo, pozostał jednak głuchy do końca życia. Szybko wrócił do pracy, mimo że nadal odczuwał następstwa choroby. Starał się przekonać kręgi artystyczne, że choroba nie osłabiła jego zdolności malarskich, gdyż plotki o jego ułomności mogły poważnie zaszkodzić dalszej karierze. Zaczął pracować nad obrazami gabinetowymi niewielkich rozmiarów, które nie nadwerężały jego fizycznej kondycji. Choroba przerwała także jego cieszącą się powodzeniem pracę portrecisty, do której powrócił z zaostrzonym zmysłem obserwacji, być może spotęgowanym przez utratę słuchu. Goya malował członków rodziny królewskiej, arystokracji, burżuazji, duchownych, polityków, bankierów, wojskowych oraz ludzi związanych z kulturą. Często portretował też swoich przyjaciół z kręgu liberałów i ilustrados.

## Opis obrazu
Portret przedstawia Maríę Rafaelę Gutiérrez de Terán, żonę hrabiego de Casa Flores, ambasadora Hiszpanii w Wiedniu i Petersburgu. Uwagę zwraca bujna fryzura i duże oczy portretowanej, chociaż wyraz twarzy jest mało ekspresyjny. Ma na sobie białą suknię namalowaną lekkimi pociągnięciami pędzla. Obraz charakteryzuje złożona gama chromatyczna i bogactwo odcieni
Brak dokumentacji wskazującej na okres powstania tego obrazu, José Gudiol datuje go na lata 1789–1792. Według Martína Sorii autorem obrazu nie jest Goya, lecz Agustín Esteve.